# Gorenje Grčevje
Gorenje Grčevje je naselje v Občini Novo mesto.